# باوليستا (لاعب كرة قدم برازيلي)
باوليستا (بالبرتغالية: Fábio Francisco Barros da Trindade‏) هو لاعب كرة قدم برازيلي في مركز الهجوم، ولد في 28 أبريل 1988 في باوليستا في البرازيل. لعب مع سبورت ريسيفي ونادي أيه بي سي ونادي كريسيوما.

## وصلات خارجية
- باوليستا (لاعب كرة قدم برازيلي) على موقع قاعدة بيانات كرة القدم.إي يو (الإنجليزية)
- باوليستا (لاعب كرة قدم برازيلي) على موقع Soccerway.com (الإنجليزية)